# Kim Bentsen
Kim Sjøberg Bentsen (Ulefoss, 2 luglio 1987) è un calciatore norvegese, centrocampista del Pors Grenland.

## Carriera

### Club
Bentsen iniziò la carriera professionistica con la maglia dell'Odd Grenland. Debuttò nella Tippeligaen il 19 giugno 2005, sostituendo Morten Knutsen nella sconfitta per 2-1 in casa dello HamKam.
Dal 2007, passò al Pors Grenland.

### Nazionale
Bentsen totalizzò 37 presenze tra le varie nazionali giovanili norvegesi.